# Sitalces varipennis
Sitalces varipennis är en insektsart som beskrevs av Bruner, L. 1908. Sitalces varipennis ingår i släktet Sitalces och familjen gräshoppor. Inga underarter finns listade i Catalogue of Life.